# Ural Airlines

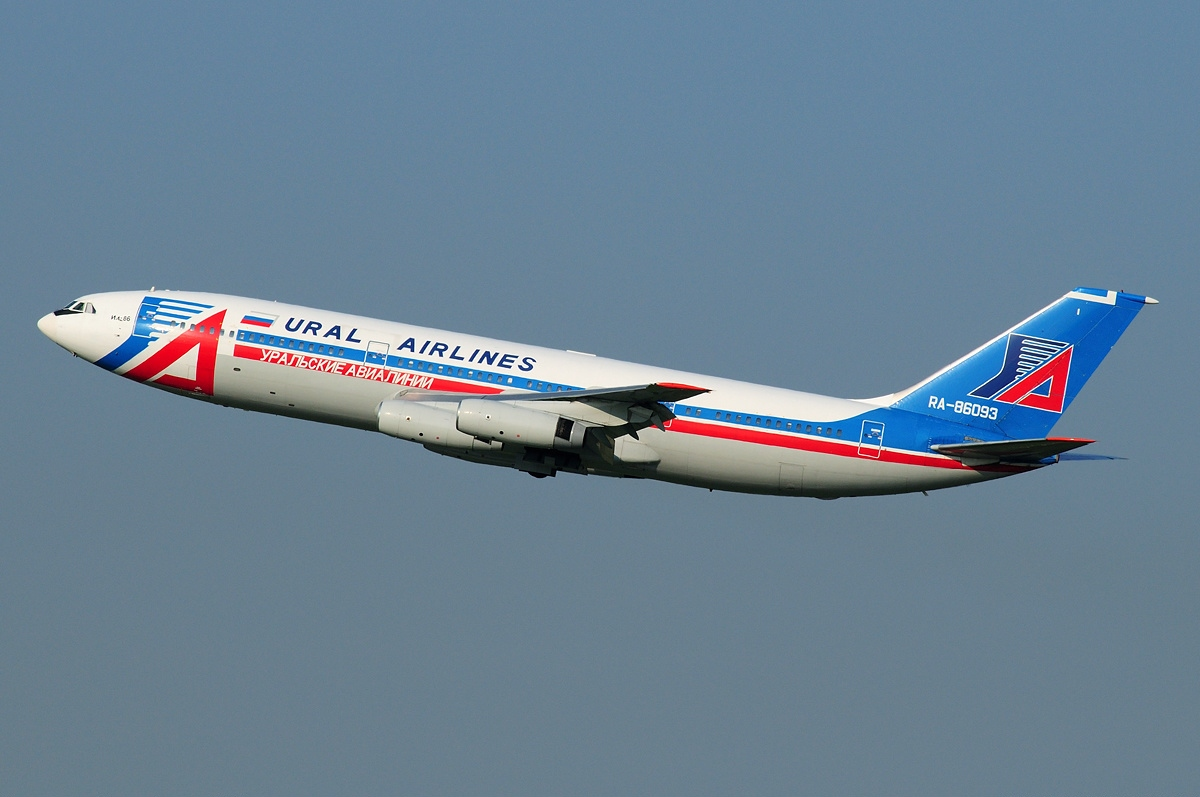
Bývalý letoun flotily Ural Airlines, Iljušin Il-86 ve starých barvách

Ural Airlines (rusky Ура́льские авиали́нии, česky Uralské aerolinie) je ruská letecká společnost se sídlem v Jekatěrinburgu. Operuje pravidelné, sezónní, vnitrostátní i mezinárodní lety z hlavní základny na letišti Jekatěrinburg–Kolcovo, má další základny na letiších Moskva–Domodědovo, dále u Petrohradu. Vznikla v roce 1934 jako součást Aeroflotu, po jeho rozpadu v roce 1993 na další společnosti se ale stala samostatnou akciovou firmou. V roce 2016 tato společnost přepravila 6,47 milionů cestujících. V květnu 2017 létala do 101 destinací a měla 42 úzkotrupých letadel ve flotile.

## Česko

### Praha
Z pražského letiště Václava Havla létá tato společnost k létu 2019 pravidelně do následujících destinací. Na linkách létají Airbusy A320 či A321.
- Jekatěrinburgu (od března 2019 šestkrát týdně)[2][3]
- Krasnodar
- Moskva–Žukovskij[4] (od prosince 2018, od jara 2019 létá tuto linku denně)[5]
- Perm (od 18. října 2019, dvakrát týdně)[6]

Lety do Prahy tato společnost zahájila v roce 2000, do roku 2015 odsud přepravila přes 300 000 pasažérů. Od roku 2012 Ural Airlines provozovaly z Prahy také linku do města Nižnij Novgorod, ta ale byla později zrušena, v roce 2014 byla také zrušena linka do Čeljabinsku.

### Karlovy Vary
V minulosti byla v provozu také linka spojující české letiště Karlovy Vary s Jekatěrinburgem. Ta byla zahájena v březnu 2011 s jednou frekvencí týdně, v roce 2014 byla utlumena a na konci téhož roku zrušena. Mezi roky 2012 až 2013 Ural Airlines odsud létaly do sibiřského města Ťumeň. 

## Letecké nehody
Seznam leteckých nehod není kompletní.
- Let Ural Airlines 178 – 15. srpna 2019 nouzově přistálo letadlo Airbus A321 Ural Airlines po vzletu z Moskvy do kukuřičného pole po srážce s hejnem ptáků. Nikdo z 233 osob na palubě nezemřel.